# Base aérienne de Doshan Tappeh
La base aérienne (ou aéroport) de Doshan Tappeh (Code OACI: OIID) est située rue Pirouzi, au sud de Téhéran, la capitale de l'Iran. Elle se situe au sein de l'aéroport international de Mehrabad, désormais inactif car supplanté par l'aéroport international Imam-Khomeiny.
En raison de l'urbanisation, les vols et toute l'activité aéroportuaire ont été arrêtés. Le lieu qui servait autrefois principalement de centre d'entrainement pour les pilotes de l'armée de l'air iranienne est uniquement maintenu en état opérationnel dans l'hypothèse d'une situation d'urgence, en cas de fermeture des autres pistes de l'agglomération de Téhéran par exemple.
La base est dorénavant utilisée comme quartier général du Corps des Gardiens de la révolution islamique et abrite un musée de l'histoire aéronautique Iranienne,.